# 65 Batalion Łączności Inspektoratu Obrony Terytorialnej
65 batalion łączności Inspektoratu Obrony Terytorialnej (65 bł Insp. OT) – pododdział łączności obrony terytorialnej ludowego Wojska Polskiego.
Batalion został sformowany na podstawie zarządzenia szefa Sztabu Generalnego Wojska Polskiego Nr 097/Org. z dnia 20 sierpnia 1966 roku.
Jednostka została zorganizowana w garnizonie Warszawa na bazie 15 Batalionu Łączności Korpusu Bezpieczeństwa Wewnętrznego i samodzielnej kompanii łączności Dowództwa Wojsk Ochrony Pogranicza.
W dniu 1 stycznia 1975 roku na ewidencji batalionu pozostawało 251 żołnierzy. Do pełnego ukompletowania brakowało tylko jednego żołnierza.
W 1976 roku batalion został rozformowany.